# Kvinnodröm
Kvinnodröm är en svensk komedi/dramafilm från 1955 i regi av Ingmar Bergman.

## Rollista
- Eva Dahlbeck - Direktör Susanne
- Harriet Andersson - Modellen Doris
- Gunnar Björnstrand - Konsul Otto Sönderby
- Ulf Palme - Disponent Henrik Lobelius
- Inga Landgré - Fru Marta Lobelius
- Sven Lindberg - Palle, Doris fästman
- Naima Wifstrand - Fru Arén
- Benkt-Åke Benktsson - Modedirektör Magnus
- Git Gay - Damen i modeateljén
- Viola Sundberg - Fotomodell i sminklogen
- Ludde Gentzel - Fotograf Sundström
- Kerstin Hedeby - Marianne

## Visningar
Filmens urpremiär var den 20 augusti 1955.